# Serviciu secret
Serviciu secret este un organ de stat specializat în domeniul culegerii, verificării și valorificarii informațiilor necesare cunoașterii, prevenirii și contracarării oricăror acțiuni care constituie, în conformitate cu legile în vigoare, amenințări la adresa siguranței unui stat.

## Istoric
Istoria serviciilor secrete se pierde în negura timpului, existența acestora merge în paralel cu dezvoltarea armatelor și cu nevoile acestora de a dispune de informații cât mai exacte din teritoriul inamicului. 

Cele mai vechi practici ale spionajului își găsesc originea în perioada Antichității, din Egiptul antic. Unele consemnări hieroglifice se referă, la culegerea de informații cu ocazia operațiunilor comerciale, și la folosirea agenților pentru localizarea populațiilor inamice care urmau să fie cucerite. În Egipt sunt folosite pentru prima oară sisteme de codificare a mesajelor, și cerneluri simpatice.
În Biblie se relatează în cartea Genezei, că Moise a trimis 12 agenți, printre care Caleb și Iosua, în orașul Jericho din Canaan, unde trăiau diferite seminții ce puteau periclita existența poporului evreu. Tot potrivit Bibliei, Dalila, aflată în slujba regelui filistenilor, a fost însărcinată de acesta să afle secretele puterii lui Samson.
În opera lui Homer, relatări cu privire la episoade de spionaj pot fi găsite în Iliada, în Cântul X,unde sunt descrise trimiterea de spioni în tabăra dușmană, și unele acțiuni de diversiune și dezinformare.
Conducătorului spartanilor, Lysandru folosește primul sistem de transmitere în secret a informațiilor, care utilizează o formă timpurie de scriere secretă, pe tăblițe de lemn acoperite cu ceară, pentru a-și avertiza concetățenii de o invazie persană.
Caius Iulius Caesar menționează  în cele șapte cărți ale lucrării De bello gallico, utilitatea folosirii agenților secreți, în cadrul campaniilor militare, și în organizarea legiunilor sale. Conducătorul roman a fost și în posesia unui sistem de cifrare, cunoscut sub numele de "alfabetul lui Caesar", bazat pe substituirea literelor.
În Imperiul Roman practica spionajului era deosebit de dezvoltată, iar operațiile sub acoperire au constituit o parte indispensabilă a politicii romane. Din secolul I d.Hr., este menționată existența unei poliții secrete și "agentes in rebus", cu atribuții contrainformative.
Împărăteasă Theodora a Bizanțului organizează o rețea de informatori, în interiorul și exteriorul imperiului. Serviciul de informații creat de Theodora, a exercitat o anumită influență asupra organizării unor asemenea organisme în epocile ce au urmat.
Printre primele mențiuni despre existența și utilitatea serviciilor secrete poate fi amintită Arta războiului, lucrare scrisă de Sun Tzu, în urmă cu 15 secole. Acesta descrie în detaliu rolul spionilor și modul în care aceștia acționează precum și recrutarea acestora.
„Spionii sunt "oameni inteligenți, dotați, prudenți și capabili să-și croiască un drum către aceia care, în tabăra inamicului sunt intimi cu suveranul și membrii nobilimii. Astfel, ei sunt în măsură să observe mișcările inamicului și să-i cunoască acțiunile și planurile. Odată informați asupra situației reale, se întorc să ne informeze.”—Sun Tzu - Arta războiului
Colectarea, analiza și utilizarea informațiilor despre adversari au existat din cele mai vechi timpuri. Sun Tzu, un strateg din China antică, în Arta războiului, a subliniat necesitatea de a te înțelege pe tine însuți și dușmanul prin informații, identificând diferite roluri: informatorul secret sau agentul, agentul de penetrare, și agentul de dezinformare. Sun Tzu a evidențiat nevoia unei metodologii și a remarcat rolul contrainformațiilor, al agenților dubli și al războiului psihologic. În India secolului al IV-lea î.e.n., Chanakya (numit și Kautilya) a scris Arthashastra, un „manual de management statal și economie politică”, oferind o metodologie detaliată a colectării, prelucrării, consumului și operațiunilor de informații ca mijloc indispensabil pentru menținerea și extinderea securității și puterii statului. Regele David al IV-lea al Georgiei, la începutul secolului al XII-lea, a folosit spioni pentru descoperirea conspirațiilor feudale și infiltrarea în locații-cheie. Aztecii foloseau comercianți și diplomați cu imunitate diplomatică pentru spionaj.
Francis Walsingham a fost primul european care a folosit metode de spionaj moderne în Anglia elisabetană, ajutându-se de experți în diferite domenii. În secolul al XVIII-lea s-a înregistrat o extindere dramatică a activităților de spionaj. În Franța sub regele Ludovic al XIV-lea (1643-1715) și sub conducerea cardinalului Mazarin (1642-1661), s-a înființat un sistem de informații bine organizat. Pentru a face față războaielor cu Franța, Londra a stabilit, de asemenea, un sistem elaborat pentru a aduna informații despre Franța și alte puteri. În timpul Revoluției Americane, 1775-1783, generalul american George Washington a dezvoltat cu succes un sistem de spionaj pentru a detecta locațiile și planurile britanice, fiind numit „Primul spion al Americii”.
În perioada războiului civil american (1861-1865), Allan Pinkerton a operat pentru prima dată o agenție de detectivi, servind apoi ca șef al Serviciului de Informații al Uniunii în primii ani. Imperiul Austriac a fondat Evidenzbureau în 1850 ca primul serviciu permanent de informații militare. Departamentul topografic și statistic T&SD a fost înființat în cadrul Oficiului britanic de război ca o organizație de informații militare embrionare. Ministerul francez al războiului a autorizat crearea, la 8 iunie 1871, a lui Deuxième Bureau, un serviciu însărcinat cu efectuarea „cercetării asupra planurilor și operațiunilor inamice”. (Anciens des Services Spéciaux de la Défense Nationale ( France ) 2009) În Germania, mareșalul Helmuth von Moltke a înființat o unitate de informații militare, Abteilung (Secțiunea IIIb), a Statului Major General german din 1889, care și-a extins în mod constant operațiunile în Franța și Rusia. Ufficio Informazioni del Commando Supremo din Italia a fost înființată permanent în 1900. După înfrângerea Rusiei în războiul ruso-japonez din 1904-05, serviciul militar rus a fost reorganizat sub secția a VII-a a celui de-al doilea Comitet executiv al marelui sediu imperial.
În Marea Britanie, Biroul Secret Service (OSS), înființat în 1909 ca prima agenție independentă și interdepartamentală care deține în totalitate controlul asupra tuturor activităților guvernamentale de spionaj, a fost împărțit între un serviciu extern și unul de contrainformații în 1910. Odată cu izbucnirea primului război mondial din 1914, toate puterile majore aveau structuri foarte sofisticate pentru instruirea și manipularea spionilor și pentru prelucrarea informațiilor obținute prin spionaj. În acea perioadă s-au căutat și perfecționat tehnici moderne de spionaj, pentru a obține informații militare, pentru a comite acte de sabotaj și pentru propagandă. Două metode noi pentru colectarea de informații au fost dezvoltate pe parcursul războiului – recunoașterea aeriană și fotografierea, și interceptarea și decriptarea semnalelor radio.
În timpul celui de al doilea război mondial, la ordinul lui Churchill s-a elaborat un plan de instruire a spionilor și sabotorilor sub comanda SOE (Executivul de Operațiuni Speciale) și, în cele din urmă, va implica Statele Unite în facilitățile lor de formare. Filiala „Cercetare și analiză” a OSS a reunit numeroase cadre universitare și experți care s-au dovedit a fi deosebit de utili pentru a oferi o imagine de ansamblu foarte detaliată a punctelor forte și a punctelor slabe ale efortului de război german.
MI5 din Marea Britanie și FBI din S.U.A. au identificat toți spionii germani și i-au „transformat” în agenți dubli, astfel încât rapoartele lor către Berlin au fost de fapt rescrise de echipe de contraspionaj. FBI a avut rolul principal în contraspionajul american și a adunat la un loc toți spionii germani în iunie 1941. Contraspionajul a inclus folosirea unor agenți pentru a dezinforma Germania nazistă cu privire la punctele de impact în timpul blitz-ului și izolarea japonezilor în SUA împotriva programului japonez de spionaj în timpul războiului.
În perioada Războiului rece Uniunea Sovietică a avut un succes deosebit în introducerea spionilor în Marea Britanie și Germania de Vest, dar a eșuat în Statele Unite. NATO, pe de altă parte, a avut, de asemenea, câteva succese importante.
Accentul pus pe intențiile și capacitățile Uniunii Sovietice a dominat gândirea în comunitățile de informații occidentale. În analizarea informațiilor în anii 1950, Walter Laqueur argumentează că „capabilitățile și intențiile militare sovietice rămân cel mai important subiect pentru serviciile secrete americane”.

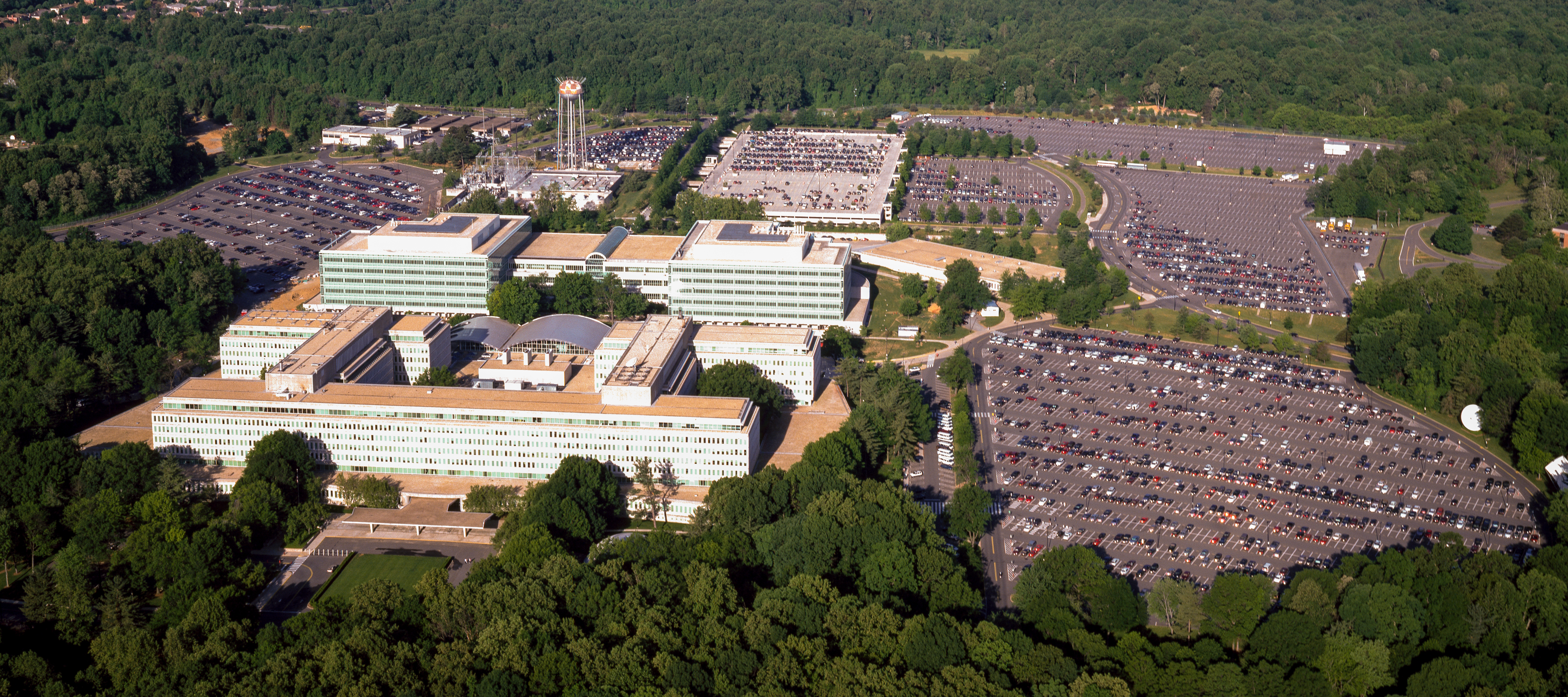
Vedere aeriană a sediului Central Intelligence Agency, Langley, Virginia

După încheierea Războiului Rece, guvernele și agențiile de informații au continuat să utilizeze modelul convențional pentru a evalua amenințările de stat. Dar conceptele de securitate s-au îndepărtat de o confruntare extrem de militarizată între adversari cunoscuți și a crescut îngrijorarea față de amenințările nestatale mai greu de identificat. Actorii nestatali au devenit amenințări strategice, conceptul de „terorism strategic” fiind dezvoltat imediat după atacurile din septembrie 2001. Bruce Berkowitz argumentează că au existat acțiuni teroriste și în trecut, dar bin Laden a fost primul care a folosit terorismul strategic pe scară largă împotriva unei superputeri. Globalizarea și mobilitatea oamenilor și tehnologiei au avantajat actorii nestatali. Directorul CIA, James Woolsey, a declarat Comitetului Camerei Reprezentanților pentru Securitate Națională din SUA că „… este ca și cum am fi luptat cu un dragon mare timp de 45 de ani, l-am ucis și am ajuns într-o junglă plină de șerpi otrăvitori – și șerpii sunt mult mai greu de urmărit decât a fost dragonul vreodată.” În 2007, Jonathan Evans, directorul general al Serviciului de Securitate al Regatului Unit (MI5), a descris amenințarea teroristă ca fiind „cea mai imediată și cea mai acută amenințare pentru pace din istoria serviciului meu de 98 de ani.”
Publicațiile guvernamentale din țările dezvoltate, după atacul din 11 septembrie 2001, au reflectat un consens că serviciile de informații sunt esențiale pentru prevenirea atacurilor în masă.
În prezent în Statele Unite există șaptesprezece agenții federale care formează Comunitatea de Informații a Statelor Unite. Agenția Centrală de Informații utilizează Serviciul Național Clandestin (NCS) pentru a colecta informații și pentru a efectua operațiuni sub acoperire. Agenția Națională de Securitate colectează informații din semnale. Inițial, CIA a condus US-IC. În urma atacurilor din 11 septembrie, biroul directorului de informații naționale (ODNI) a fost creat pentru a promulga schimbul de informații.

## Activitatea informativă
Michael Goodman consideră că „[deși colectarea și analiza informațiilor nu este un fenomen nou, studiul academic al acesteia este” un domeniu emergent. Ciclul informațional este considerat în general ca fiind format din cinci etape: planificarea și direcționarea; colectarea; prelucrarea; analiza; și diseminarea. Punctul cel mai important din ciclul informațional este considerat cel al analizei. Mike McConnell afirmă că „serviciile de informații pot ajuta la informarea și formarea deciziilor doar dacă informațiile sunt prelucrate prin mintea unui analist”.
Astfel, Strategia Națională de Informații a Statelor Unite susține necesitatea de a „întări expertiza analitică, metodele și practicile; să se folosească expertiza oriunde se găsește; și să se exploreze opiniile analitice alternative”. Arthur Hulnick scrie că „comunitatea de informații trebuie să dezvolte o cultură analitică a secolului douăzeci și unu, care să difere de analiza intuitivă convențională din trecut”. De notat efortul lui Rob Johnston de a dezvolta o taxonomie a analizei inteligenței, argumentând că „serviciile de informații necesită metodologi pentru a consolida domeniul analizei.”
David Singer afirmă că, în prezent, amenințarea constituie principalul obiectiv al agențiilor de informații. Această idee este argumentată și de Ken Robertson în efortul său de a defini inteligența:
„O definiție satisfăcătoare a informațiilor ar trebui să se refere la următoarele: amenințări, stări, secrete, colectare, analiză și scop. Cel mai important dintre acestea este amenințarea, deoarece fără amenințări nu ar fi nevoie de servicii de informații”.
Carl Von Clausewitz, în Despre război (1832) definește activitatea informativa ca fiind „tot felul de informații despre dușman și țară – baza, pe scurt, a propriilor noastre planuri și operațiuni.” Un studiu al culturii analitice a stabilit următoarele definiții în „consens”:
- Activitatea informativă este o activitate secretă de stat sau de grup pentru a înțelege sau influența entități străine sau naționale.
- Analiza de informații constă în aplicarea unor metode cognitive individuale și colective pentru a cântări datele și a testa ipotezele într-un context socio-cultural secret.
- Erorile informative sunt inexactități factuale în analiză care rezultă din datele insuficiente sau lipsă. Eșecul informativ este o predicție eșuată rezultată din ipoteze incorecte, lipsă, respinse sau inadecvate.

Stephen Marrin ia în considerare două motive pentru eșecul dezvoltării teoriei serviciilor de informații: 1) faptul că nu sa ajuns încă la un consens cu privire la definițiile care sunt precursorii formulării teoriei, și 2) deoarece activitatea de informații este un domeniu aplicat, practicienii fiind în principiu împotriva teoretizărilor.
Activitatea informativă poate fi considerată ca fiind procesul prin care anumite tipuri de informații sunt solicitate, colectate, analizate și diseminate, și modul în care sunt concepute și desfășurate anumite tipuri de acțiuni secrete. Berkowitz echivalează comunitatea de informații cu cea a unei „birocrații clasice” weberiene, caracterizată printr-o planificare centralizată, operațiuni de rutină și un lanț ierarhic de comandă, manifestată în ciclul informațional tradițional, asemănător unei linii de asamblare.
”Activitatea de informații [intelligence] este mai mult decât informație. Este o cunoaștere care a fost special pregătită pentru circumstanțele unice ale clientului. Cuvântul cunoaștere evidențiază necesitatea implicării umane. Sistemele de colectare a informației produc … date, nu inteligență; numai mintea umană poate oferi acel ceva special care dă sens datelor pentru cerințele diferite ale clienților. Procesarea specială care definește parțial informațiile este colectarea, verificarea și analiza continuă a informațiilor care ne permit să înțelegem problema sau situația în termeni acționând și apoi să adaptăm un produs în contextul circumstanțelor clientului. Dacă unul dintre aceste atribute esențiale lipsește, atunci produsul rămâne informație brută, mai degrabă decât informație prelucrată [intelligence].”
În analiza informațiilor, specialiștii disting trei tipuri de produse informative:
1. Informații operaționale, care asistă și direcționează colectarea sau investigația în mod continuu și unde analistul este de obicei parte a echipei de investigare, finalizate prin memorandumuri, planuri operaționale și rapoarte de stare, și suporturi analitice vizuale, cum ar fi diagrame, infograme, imagini vizuale, etc.
2. Informații curente, care contextualizează „instantaneele” unui eveniment sau problemă pentru client, sub formă de text.
3. Informații strategice, care oferă clientului estimări și/sau avertismente prin prezentarea unor analize pe termen mediu și lung privind natura, dinamica și impactul unui eveniment sau problemă.

## Serviciile secrete în România
Unul dintre primele episoade consemnate privind existența unui serviciu de spionaj bine pus la punct al domnitorilor români este consemnat în timpul domniei lui Alexandru cel Bun, al cărui serviciu de contraspionaj a furat scrisorile cavalerului burgund Guillebert de Lannoy care venise în Moldova, ca spion al ducelui de Burgundia, pentru a pregăti terenul unei noi cruciade, la începutul secolului al XV lea.
În anul 1865, Marele Stat Major a creat, după modelul francez, „Secția a II-a”, considerată primul serviciu de informații al armatei române, unitate care se ocupa cu culegerea și analizarea informațiilor cu caracter militar.